# (31650) Frýdek-Místek
(31650) Frýdek-Místek, désignation internationale (31650) Frydek-Mistek, est un astéroïde de la ceinture principale.

## Description
(31650) Frydek-Mistek est un astéroïde de la ceinture principale. Il fut découvert le 18 avril 1999 à l'Observatoire d'Ondřejov par Petr Pravec. Il présente une orbite caractérisée par un demi-grand axe de 2,74 UA, une excentricité de 0,19 et une inclinaison de 14,0° par rapport à l'écliptique.
Cet astéroïde a été ainsi baptisé en l'honneur de la ville de Frýdek-Místek en République tchèque.

## Compléments